# Ludwig von Oppen
Ludwig von Oppen (* 16. Dezember 1704; † 30. Juli 1779 auf Fredersdorf) war ein preußischer Oberst und Kommandeur des Kürassierregiments „Prinz von Preußen“. Er war Erbherr auf Fredersdorf mit Weitzgrund und Egelinde im Kreise Zauch-Belzig. 

## Leben
Seine Eltern waren der Landrat und spätere Domherr von Brandenburg Ludwig Friedrich von Oppen (1663–1716) und dessen erste Ehefrau Sophia Maria, geborene von Rochow-Plessow (1670–1705).
Oppen war in seiner Jugend mit seinem älteren Bruder Friedrich Ernst auf der Ritterakademie Brandenburg, er hatte die Zöglingsnummer 161. Ludwig von Oppen diente von Anfang an in seinem Regiment und wurde in der Schlacht bei Soor verwundet. Im Jahr 1756 wurde er zum Kommandeur ernannt, als der bisherige Georg Wilhelm von Driesen ein eigenes Regiment erhielt. Mit dem Tod des Chefs des Prinzen August Wilhelm 1758, gab er sein Kommando ab.
Er heiratete 1744 Charlotte Amalie von Veltheim (* 5. April 1722; † 16. März 1789) aus dem Haus Ostrau. Sie war die Tochter von Josias von Veltheim († 16. Dezember 1747) und Juliane Florentine von der Asseburg. Ihr Sohn Heinrich Ferdinand (* 4. Dezember 1747; † 23. September 1827) heiratete eine von Charpentier und nach ihrem Tod Karoline Franziska Henriette von Huldenberg (* 25. Dezember 1770; † 17. April 1840).